# 阿克撒卡爾

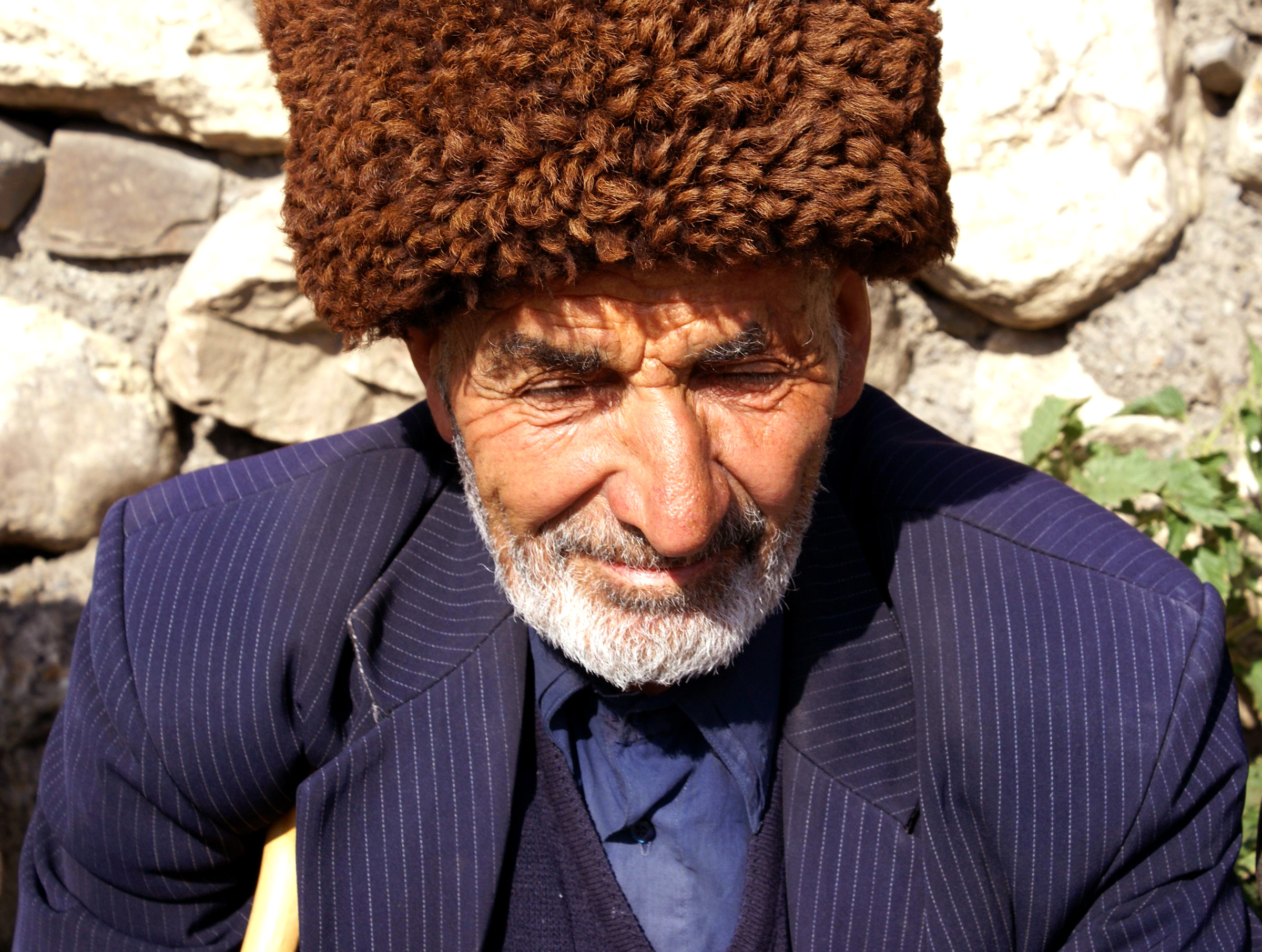
一位來自亞塞拜然Khinalug的阿克撒卡爾

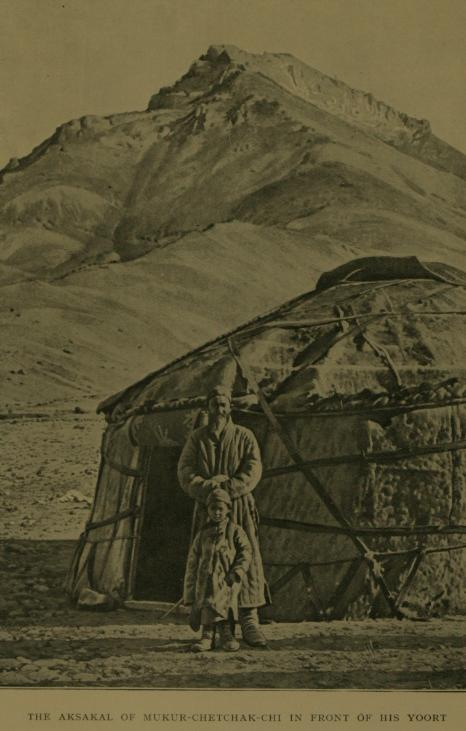

阿克撒卡爾（維吾爾語：ئاقساقال‎，拉丁维文：aqsaqal）一译阿合撒合里，突厥語的字面意思是“白鬍子”，比喻是指男性長輩、社羣的賢明老人。
這些長輩在中亞和高加索國家整個部落内起政治和司法系統的作用，蘇聯時期在村莊作為顧問或評委。在定居與游牧突厥社會有同樣權威。在新疆，阿克萨卡尔作为重要的地区协调人存在，曾经在清末英国俄国谍报战中帮助收集情报。

## 阿克撒卡爾在吉爾吉斯斯坦
1995年，當時的吉爾吉斯斯坦總統阿斯卡爾·阿卡耶夫宣布了一項法令，阿克撒卡爾對財產法，侵權法和家庭法訴訟有管轄權。